# Éjszakai műszak (IFS-album)
Az IFS formáció első albuma az Éjszakai műszak. Az albumon egyetlen közreműködő található FankaDeli személyében.

## Számok
|     | Cím                | Hossz | Közreműködők           |
| --- | ------------------ | ----- | ---------------------- |
| 1.  | Intro              | 1:20  |                        |
| 2.  | UtcaCsendélet      | 3:58  |                        |
| 3.  | Itt van            | 3:28  |                        |
| 4.  | Széchenyi tér      | 3:11  |                        |
| 5.  | Állni fel intro    | 0:32  |                        |
| 6.  | Állni fel (Remake) | 3:20  |                        |
| 7.  | Remény             | 4:21  |                        |
| 8.  | 4Fal               | 4:43  |                        |
| 9.  | Beeef              | 2:36  |                        |
| 10. | Johnny Blaze skit  | 0:28  |                        |
| 11. | Lángol a vérem     | 2:03  |                        |
| 12. | Levél              | 3:53  |                        |
| 13. | Ketrec             | 4:03  | Közreműködik FankaDeli |
| 14. | Nefelejts (Remake) | 3:30  |                        |
| 15. | Bang…              | 3:18  |                        |
| 16. | Digitál (Remake)   | 2:42  |                        |
| 17. | Ourto              | 1:18  |                        |
| 18. | Nintendo           | 2:19  |                        |